# Federação de Futebol do Piauí
De Federação de Futebol do Estado de Piauí (Nederlands: Voetbalfederatie van de staat Piauí) werd opgericht op 25 november 1941 en controleert alle officiële voetbalcompetities in de Braziliaanse staat Piauí. De federatie vertegenwoordigt de voetbalclubs bij de overkoepelende CBF. 
De bond werd opgericht nadat de Braziliaanse president Getúlio Vargas besliste dat de overkoepelende sportorganisaties in de hoofdstad van de staat gevestigd moesten zijn. Van 1916 tot 1940 werden er competities georganiseerd in de hoofdstad Teresina en de stad Parnaíba, waarvan de winnaars elkaar bekampten. Vanaf 1941 organiseerde bond het Campeonato Piauiense, dat als een amateurcompetitie van start ging en in 1963 een profcompetitie werd. Ook de staatsbeker Copa Piauí wordt door de bond georganiseerd. 
Acre · Alagoas · Amapá · Amazonas · Bahia · Ceará · Espírito Santo · Federaal District · Goiás · Maranhão · Mato Grosso · Mato Grosso do Sul · Minas Gerais · Pará · Paraíba · Paraná · Pernambuco · Piauí · Rio de Janeiro · Rio Grande do Norte · Rio Grande do Sul · Rondônia · Roraima · Santa Catarina · São Paulo · Sergipe · Tocantins